# Over the Rainbow (hudební skupina)
Over the Rainbow je hard rocková superskupina, založená v roce 2008 z dřívějších členů Rainbow. Členové jsou Joe Lynn Turner (Rainbow 1980-1984), Bobby Rondinelli (Rainbow 1980-1983), Tony Carey (Rainbow 1975-1977) a Greg Smith (Rainbow 1994-1997), na sólovou kytaru hraje syn zakladatele Rainbow Ritchie Blackmora Jürgen Blackmore. Tonyho Careye později nahradil Paul Morris (Rainbow 1994-1997).